# Santo Amaro (metropolitana di San Paolo)
Santo Amaro è una stazione della linea 5 della metropolitana di San Paolo. Si trova a cavallo della Marginal Pinheiros, nel distretto di Jardim São Luís.

## Storia
La stazione è stata inaugurata il 20 ottobre 2002.

## Interscambi
La stazione consente l'interscambio con la linea 9-Smeraldo del servizio ferroviario suburbano di San Paolo.
- Fermata autobus

## Servizi
La stazione dispone di:
- Accessibilità per portatori di handicap
- Ascensori
- Scale mobili
- Biglietteria a sportello
- Biglietteria automatica